# سرتسه خاما
سرتسه خاما (به انگلیسی: Seretse Khama) (زادهٔ ۱ ژوئیه ۱۹۲۱ – درگذشتهٔ ۱۳ ژوئیه ۱۹۸۰) یک سیاستمدار بوتسوانایی و از ۳۰ سپتامبر ۱۹۶۶ تا ۱۳ ژوئیه ۱۹۸۰ رئیس‌جمهور بوتسوانا بود.